# テレビ朝日系列水曜夜7時台枠のアニメ
『テレビ朝日系列水曜夜7時台枠のアニメ』（テレビあさひけいれつすいようよるしちじだいわくのアニメ）は、かつてテレビ朝日系列の水曜19時台（JST）に放送されたテレビアニメの作品一覧である。
なお前半は、中断中の1969年10月1日以降はABC制作の1987年10月から1989年3月までの3作品のみネットワークセールス枠で、NET～テレビ朝日制作の作品はローカルセールス枠であったため、当該作品は一部では遅れネット・未放映の地域がある。

## 歴史

### 前半
初作品は、後に火曜などで放送される海外作品『バックス・バニー劇場』（第1期。当時ネットの毎日放送制作）だが、国産はずっと後の1969年4月2日に木曜21:00から移動した大人向け作品『佐武と市捕物控』（毎日放送制作）が初。だがその後はバラエティ番組やクイズ番組などで何度も中断、一時はローカルセールス枠である事を利用して『もーれつア太郎』の再放送が組まれる事も有った。
やがて平日19:20 - 20:00にニュース番組『ニュースシャトルANN』が編成された1987年10月からは、木曜19:30から朝日放送制作枠が移動し、同時にネットワークセールス枠となり『グリム名作劇場』を開始、その後1989年4月に『ニュースシャトル』が18:00に移動すると、枠交換でテレビ朝日制作『つるピカハゲ丸くん』が移動し。再びローカルセールス枠となったが、わずか5ヶ月で終了し、テレビ朝日水曜19時枠のアニメは事実上終了した。

### 後半
後半は、東映動画（現：東映アニメーション）が アメリカ合衆国のビデオクラフト社と共同制作した作品『キングコング 001/7おや指トム』が最初。だがその後はバラエティなどで中断、アニメは『アパッチ野球軍』と『空手バカ一代』のスポーツ作品のみだった。
やがて1975年からは、日本船舶振興会の一社提供による東映動画作品『少年徳川家康』『一休さん』を放送するが、1976年春の改編で19:30 - 20:54に単発特別番組枠『水曜スペシャル』を設置するため、『一休さん』は月曜19:30に移動し、前半より早く終了、同時に19:30 - 20:00の30分枠も廃止された。なお『一休さん』は、1982年6月まで続く人気作となった。

## 放送作品一覧

### 19時00分 - 19時30分（第1期）
| タイトル                         | 放送期間                 | 放送回数 | 製作会社                                 | 原作               | 声の出演                                           | 備考  |
| -------------------------------- | ------------------------ | -------- | ---------------------------------------- | ------------------ | -------------------------------------------------- | ----- |
| バックス・バニー劇場 （第1期）   | 1961年1月4日 - 9月27日   |          | ワーナー・ブラザース                     |                    | 高橋和枝                                           | [ 1 ] |
| （この間、非アニメ番組）         |                          |          |                                          |                    |                                                    |       |
| 佐武と市捕物控                   | 1969年4月2日 - 9月24日   | 26       | 東映動画 スタジオ・ゼロ 虫プロダクション | 石森章太郎         | 富山敬、井上真樹夫、大宮悌二、小林昭二             | [ 2 ] |
| （この間、非アニメ番組）         |                          |          |                                          |                    |                                                    |       |
| 宇宙の騎士テッカマン             | 1975年7月2日 - 12月24日  | 26       | タツノコプロ                             | タツノコプロ企画室 | 森功至、上田みゆき、山田康雄、内海賢二、滝口順平   |       |
| （この間、非アニメ番組）         |                          |          |                                          |                    |                                                    |       |
| もーれつア太郎 （第1作の再放送） | 1976年10月6日 - 12月22日 | 12       | 東映動画                                 | 赤塚不二夫         | 山本圭子、加藤みどり、永井一郎、八奈見乗児、大竹宏 | [ 3 ] |
| （この間、非アニメ番組）         |                          |          |                                          |                    |                                                    |       |

### 18時50分 - 19時20分
| タイトル                      | 放映期間                       | 放送回 | 製作会社           | 原作           | 声の出演                                               | 備考  |
| ----------------------------- | ------------------------------ | ------ | ------------------ | -------------- | ------------------------------------------------------ | ----- |
| グリム名作劇場                | 1987年10月21日 - 1988年3月30日 | 24     | 日本アニメーション | グリム兄弟     | 堀江美都子                                             | [ 4 ] |
| トッポ・ジージョ （アニメ版） | 1988年4月27日 - 9月21日        | 21     | 日本アニメーション | マリア・ペレゴ | 中尾隆聖、水谷優子、緒方賢一、郷里大輔、山野さと子     | [ 5 ] |
| ハーイあっこです              | 1988年10月12日 - 1989年3月     |        | エイケン           | みつはしちかこ | 小宮和枝、瀬能礼子、塩沢兼人、こおろぎさとみ、坂本千夏 | [ 6 ] |

### 19時00分 - 19時30分（第2期）
| タイトル           | 放送期間               | 放送回 | 製作会社     | 原作         | 声の出演                                             | 備考  |
| ------------------ | ---------------------- | ------ | ------------ | ------------ | ---------------------------------------------------- | ----- |
| つるピカハゲ丸くん | 1989年4月5日 - 8月30日 |        | シンエイ動画 | のむらしんぼ | 杉山佳寿子、緒方賢一、向井真理子、巻島直樹、金丸淳一 | [ 7 ] |

### 19時30分 - 20時00分
| タイトル                 | 放送期間                      | 放送回 | 製作会社                  | 原作                  | 声の出演                                         | 備考  |
| ------------------------ | ----------------------------- | ------ | ------------------------- | --------------------- | ------------------------------------------------ | ----- |
| キングコング             | 1967年4月5日 - 10月4日        | 26     | 東映動画 ビデオクラフト社 | アーサー・ランキン    | 藤田淑子、堀絢子、納谷悟朗                       | [ 8 ] |
| 001/7おや指トム          | 1967年4月5日 - 10月4日        | 24     | 東映動画 ビデオクラフト社 | アーサー・ランキン    | 近石真介、八代駿、熊倉一雄                       | [ 8 ] |
| （この間、非アニメ番組） |                               |        |                           |                       |                                                  |       |
| アパッチ野球軍           | 1971年10月6日 - 1972年3月29日 | 26     | 東映動画                  | 花登筺 梅本さちお     | 野田圭一、坪井章子、富田耕生、柴田秀勝、北川国彦 |       |
| （この間、非アニメ番組） |                               |        |                           |                       |                                                  |       |
| 空手バカ一代             | 1973年10月3日 - 1974年9月25日 | 47     | 東京ムービー              | 梶原一騎 つのだじろう | 田中信夫、大木民夫                               |       |
| （この間、音楽番組）     |                               |        |                           |                       |                                                  |       |
| 少年徳川家康             | 1975年4月9日 - 9月17日        | 20     | 東映動画                  | 山岡荘八              | 小宮山清、野田圭一、増山江威子、内海賢二         |       |
| 一休さん                 | 1975年10月15日 - 1976年3月    | 20     | 東映動画                  |                       | 藤田淑子、桂玲子、はせさん治、宮内幸平、野田圭一 | [ 9 ] |